# Транспорт Аргентини
Транспорт Аргентини представлений автомобільним , залізничним , повітряним , водним (морським, річковим)  і трубопровідним , у населених пунктах  та у міжміському сполученні діє громадський транспорт пасажирських перевезень. Площа країни дорівнює 2 780 400 км² (8-ме місце у світі). Форма території країни — видовжена в меридіональному напрямку, звужується на південь; максимальна дистанція з півночі на південь — 3700 км, зі сходу на захід — 1575 км. Географічне положення Аргентини дозволяє країні контролювати транспортні шляхи до акваторії Тихого океану через південноандські перевали та Магелланову протоку; вихід до вод Атлантичного океану Болівії, Парагваю та південним штатам Бразилії водними магістралями через Ла-Плату; морські шляхи з Атлантики до Південного океану та Антарктики.

## Автомобільний
Загальна довжина автошляхів у Аргентині, станом на 2004 рік, дорівнює 231 374 км (21-ше місце у світі), з яких 69 412 км із твердим покриттям (734 км швидкісних автомагістралей) і 161 962 км без.

## Залізничний
Загальна довжина залізничних колій країни, станом на 2014 рік, становила 36 917 км (8-ме місце у світі), з яких 26 391 км широкої 1676-мм колії (149 км електрифіковано), 2 7451 км стандартної 1435-мм колії (411 км електрифіковано), 7 5233 км вузької 1000-мм колії і 258 км вузької 750-мм колії.

## Повітряний
У країні, станом на 2013 рік, діє 1138 аеропортів (6-те місце у світі), з них 161 із твердим покриттям злітно-посадкових смуг і 977 із ґрунтовим. Аеропорти країни за довжиною злітно-посадкових смуг розподіляються наступним чином (у дужках окремо кількість без твердого покриття):
- довші за 10 тис. футів (>3047 м) — 4 (1);
- від 10 тис. до 8 тис. футів (3047-2438 м) — 29 (1);
- від 8 тис. до 5 тис. футів (2437—1524 м) — 65 (43);
- від 5 тис. до 3 тис. футів (1523—914 м) — 53 (484);
- коротші за 3 тис. футів (<914 м) — 10 (448)[1].

У країні, станом на 2015 рік, зареєстровано 6 авіапідприємств, які оперують 107 повітряними суднами. За 2015 рік загальний пасажирообіг на внутрішніх і міжнародних рейсах становив 14,25 млн осіб. За 2015 рік повітряним транспортом було перевезено 243,8 млн тонно-кілометрів вантажів (без врахування багажу пасажирів).
У країні, станом на 2013 рік, споруджено і діє 2 гелікоптерні майданчики.
Аргентина є членом Міжнародної організації цивільної авіації (ICAO). Згідно зі статтею 20 Чиказької конвенції про міжнародну цивільну авіацію 1944 року, Міжнародна організація цивільної авіації для повітряних суден країни, станом на 2016 рік, закріпила реєстраційний префікс — LV, заснований на радіопозивних, виділених Міжнародним союзом електрозв'язку (ITU). Аеропорти Аргентини мають літерний код ІКАО, що починається з — SA.

## Водний

### Морський
Головні морські порти країни: Баїя-Бланка, Буенос-Айрес, Ла-Плата, Пунта-Колорада, Ушуая. Річний вантажообіг контейнерних терміналів (дані за 2011 рік): Буенос-Айрес — 1,85 млн контейнерів (TEU). СПГ-термінали для імпорту скрапленого природного газу діють у портах: Баїя-Бланка.
Морський торговий флот країни, станом на 2010 рік, складався з 36 морських суден з тоннажем більшим за 1 тис. реєстрових тонн (GRT) кожне (80-те місце у світі), з яких: балкерів — 1, суховантажів — 5, танкерів для хімічної продукції — 6, контейнеровозів — 1, вантажно-пасажирських суден — 1, нафтових танкерів — 18, рефрижераторів — 4.
Станом на 2010 рік, кількість морських торгових суден, що ходять під прапором країни, але є власністю інших держав — 14 (Бразилії — 1, Чилі — 6, Іспанії — 3, Тайваню — 2, Великої Британії — 2); зареєстровані під прапорами інших країн — 15 (Ліберії — 1, Панами — 5, Парагваю — 5, Уругваю — 1).

### Річковий
Загальна довжина судноплавних ділянок річок і водних шляхів, доступних для суден з дедвейтом понад 500 тонн, 2012 року становила 11 тис. км (12-те місце у світі). Головні водні транспортні артерії країни: Парана, Уругвай.
Головні річкові порти країни: Арройо-Секо, Росаріо, Сан-Лоренсо—Сан-Мартін на Парані.

## Трубопровідний
Загальна довжина газогонів у Аргентині, станом на 2013 рік, становила 29 930 км; трубопроводів зрідженого газу — 41 км; нафтогонів — 6 248 км; продуктогонів — 3 631 км.

## Державне управління
Держава здійснює управління транспортною інфраструктурою країни через міністерство транспорту. Станом на 23 січня 2017 року міністерство в уряді Маурісіо Макрі очолював Гіллермо Дітріч.

### Українською
- Атлас. 10-11 клас. Економічна і соціальна географія світу / упорядники :  О. Я. Скуратович, Н. І. Чанцева. — К. : ДНВП «Картографія», 2010. — ISBN 978-966-475-639-3.
- Атлас світу / голов. ред. І. С. Руденко ; зав. ред. В. В. Радченко ; відп. ред. О. В. Вакуленко. — К. : ДНВП «Картографія», 2005. — 336 с. — ISBN 9666315467.
- Безуглий В. В. Економічна і соціальна географія зарубіжних країн : Навчальний посібник. — К. : ВЦ «Академія», 2007. — 704 с. — ISBN 978-966-580-239-6.
- Безуглий В. В., Козинець С. В. Регіональна економічна і соціальна географія світу : Навчальний посібник. — видання 2-ге, доп., перероб. — К. : ВЦ «Академія», 2007. — 688 с. — ISBN 966-580-144-9.
- Головченко В., Кравчук О. Країнознавство: Азія, Африка, Латинська Америка, Австралія і Океанія. — К., 2006. — 335 с. — ISBN 966-8939-04-2.
- Дахно І. І. Країни світу: Енциклопедичний довідник / І. І. Дахно, С. М. Тимофієв. — К. : Мапа, 2011. — 606 с. — (Бібліотека нового українця) — ISBN 978-966-8804-23-6.
- Дахно І. І. Економічна географія зарубіжних країн : навчальний посібник. — К. : Центр учбової літератури, 2014. — 319 с. — ISBN 978-611-01-0682-5.
- Дорошенко В. І. Географія транспорту : Навчальний посібник / В. І. Дорошенко, К. Д. Діденко. — К. : Київський нац. ун-т ім. Т. Шевченка, 2010. — 183 с. — ISBN 978-966-439-329-1.
- Дубович І. А. Країнознавчий словник-довідник. — 5-те вид., перероб. і доп. — К. : Знання, 2008. — 839 с. — ISBN 978-966-346-330-8.
- Економічна і соціальна географія країн світу : Навчальний посібник / За ред. С. П. Кузика. — Л. : Світ, 2002. — 672 с. — ISBN 966-603-178-7.
- Зарубіжна транспортна географія : навчальний посібник / уклад. : Петрашевський О. Л. и др. — К. : Національний транспортний університет, 2015. — 95 с. — ISBN 978-966-632-227-5.
- Книш М. М., Мамчур О. І. Регіональна економічна і соціальна географія світу (Латинська Америка та Карибські країни, Африка, Азія, Океанія) : навч. посіб. — Л. : ЛНУ ім. Івана Франка, 2013. — 368 с. — ISBN 978-617-10-0007-0.
- Кузик С. П., Книш М. М. Економічна і соціальна географія країн Америки : навч. посіб. — Л. : ЛНУ ім. Івана Франка, 1999. — 299 с. — ISBN 966-613-026-2.
- Юрківський В. М. Регіональна економічна і соціальна географія. Зарубіжні країни : Підручник. — К. : Либідь, 2001. — 416 с. — ISBN 966-06-0092-5.

### Англійською
- (англ.) Modern Transport Geography / Hoyle, B. and R. Knowles (eds). — Second Edition,. — London : Wiley, 1998.
- (англ.) Rodrigue, J-P. The Geography of Transport Systems. — Fourth Edition. — N. Y. : Routledge, 2017. — 440 с. — ISBN 978-1138669574.
- (англ.) Taaffe E. J., Gauthier H. L. and O'Kelly M. E. Geography of transportation. — Second Edition. — N. Y. : Prentice Hall, 1996. — ISBN 0-13-368572-1.
- (англ.) Black, W. Transportation: A Geographical Analysis. — N. Y. : Guilford, 2003.

### Російською
- (рос.) Аргентина // Латинская Америка. Энциклопедический справочник [в 2-х тт.] / Главный редактор В. В. Вольский. — М. : Советская энциклопедия, 1979. — Т. 1. А-К. — С. 274.
- (рос.) Максаковский В. П. Географическая картина мира. Книга I: Общая характеристика мира. — М. : Дрофа, 2008. — 495 с. — ISBN 978-5-358-05275-8.
- (рос.) Максаковский В. П. Географическая картина мира. Книга II: Региональная характеристика мира. — М. : Дрофа, 2009. — 480 с. — ISBN 978-5-358-06280-1.
- (рос.) Физико-географический атлас мира. — М. : Академия наук СССР и главное управление геодезии и картографии ГГК СССР, 1964. — 298 с.
- (рос.) Шаповал Н. С. Транспортная география и транспортные системы мира : учебное пособие. — К. : Центр учбової літератури, 2006. — 188 с. — ISBN 000-0000-00-4.
- (рос.) Экономическая, социальная и политическая география мира. Регионы и страны / под ред. С. Б. Лаврова, Н. В. Каледина. — М. : Гардарики, 2002. — 928 с. — ISBN 5-8297-0039-5.
- (рос.) Энциклопедия стран мира / глав. ред. Н. А. Симония. — М. : НПО «Экономика» РАН, отделение общественных наук, 2004. — 1319 с. — ISBN 5-282-02318-0.